# Corrales (Nouveau-Mexique)
Pour les articles homonymes, voir Corrales.
Corrales est un village du comté de Sandoval, dans l’État du Nouveau-Mexique, aux États-Unis.